# Tratado de Hamina
O Tratado de Hamina ou Tratado de Fredrikshamn (em finlandês:  Haminan rauha; em sueco:  Freden i Fredrikshamn) foi um tratado de paz entre o Império Russo e a Suécia, assinado em 17 de setembro de 1809. O tratado, que concluiu a Guerra Finlandesa (1808-1809), recebeu esse nome por ter sido assinado na cidade de Hamina, na atual Finlândia.
Pelo tratado, a Suécia foi obrigada a ceder a Finlândia à Rússia , incluindo as ilhas de Aland e a parte oriental das províncias suecas da Bótnia Ocidental e Lapónia, territórios esses que formaram o novo Grão-Ducado da Finlândia. Além disso, a Suécia foi obrigada a participar no Bloqueio Continental de Napoleão contra a Inglaterra.